# The Book of Souls
The Book of Souls är det brittiska heavy metal-bandet Iron Maidens sextonde studioalbum. Det släpptes den 4 september 2015. Det är bandets första dubbelalbum.

## Låtlista
| Nr           | Titel                    | Kompositör             | Längd |
| ------------ | ------------------------ | ---------------------- | ----- |
| 1.           | If Eternity Should Fail  | Bruce Dickinson        | 8:28  |
| 2.           | Speed of Light           | Adrian Smith/Dickinson | 5:01  |
| 3.           | The Great Unknown        | Smith/Steve Harris     | 6:37  |
| 4.           | The Red and the Black    | Harris                 | 13:33 |
| 5.           | When the River Runs Deep | Smith/Harris           | 5:52  |
| 6.           | The Book of Souls        | Janick Gers/Harris     | 10:27 |
| 7.           | Death or Glory           | Smith/Dickinson        | 5:13  |
| 8.           | Shadows of the Valley    | Gers/Harris            | 7:32  |
| 9.           | Tears of a Clown         | Smith/Harris           | 4:59  |
| 10.          | The Man of Sorrows       | Dave Murray/Harris     | 6:28  |
| 11.          | Empire of the Clouds     | Dickinson              | 18:01 |
| Total längd: | Total längd:             | Total längd:           | 92:11 |

## Banduppsättning
- Bruce Dickinson - sång
- Dave Murray - gitarr
- Janick Gers - gitarr
- Adrian Smith - gitarr
- Steve Harris - elbas
- Nicko McBrain - trummor

## The Book of Souls

### Inspelning
The Book of Souls spelades in från september till december 2014 i Guillaume Tell Studios i Paris där Iron Maiden tidigare gjort albumet Brave New World (2000). Producent var Kevin Shirley, som kommit att bli Iron Maidens ständige producent under 2000-talet, med Steve Harris som ständig medproducent. Kompletterande inspelningar gjordes under vintern 2015. Som med Iron Maidens tidigare albuminspelningar med Shirley gjordes live-tagningar med hela bandet, som sedan klipptes ihop.
När albumet redan hunnit passera 60 minuter i speltid och de fortfarande hade flera låtar kvar som de inte ville utelämna bestämde de sig för att göra Iron Maidens första dubbelalbum. Med sina 92 minuter är The Book of Souls bandets längsta studioalbum.
För första gången skrevs merparten av albumet samtidigt som studioarbetet pågick. Medlemmarna hade till stor del bara med sig ofärdiga skisser, och låtarna färdigställdes och repades in i samband med själva inspelningen. Enligt Janick Gers hade varje enskild låtskrivare med sig cirka en timmes musik till studion, vilket innebar en ovanligt stor bredd av idéer.
Öppningsspåret If Eternity Should Fail var en av få låtar som var färdigskrivna sedan tidigare, då Bruce Dickinson hade gjort en färdig demo av låten för ett eventuellt nytt soloalbum. Steve Harris hörde demon och ville ha den åt Iron Maiden. Eftersom den inte varit påtänkt för Iron Maiden var den skriven i Drop D-stämning, vilket behölls och därmed blev Iron Maidens första låt i den stämningen.
Även Speed of Light och Death of Glory var i färdigskrivna när de gick in i studion, då Dickinson och Adrian Smith redan hunnit arbeta fram dessa tillsammans. Deras avsikt hade varit att skriva ett par kortare (med Maiden-mått) och rockigare låtar.
Steve Harris bidrog ovanligt lite till låtskrivandet, vilket förklarades med att hans kreativitet hämmades av ett par privata förluster bland nära och kära.
Titelspåret The Book of Souls hade påbörjats av Janick Gers redan till The Final Frontier (2010), men ratades då. Steve Harris ville spara idén eftersom han redan då ansåg att låtidén kändes som en central komposition och ett givet titelspår. När det visade sig att Dickinsons låt If Eternity Should Fail också nämnde ordet "soul" blev albumtiteln ännu mer självklar.
Avslutningslåten Empire of the Clouds blev en unik Iron Maiden-komposition med sina inslag av piano och orkester, och inte minst sin längd på 18 minuter. Den gick om Rime of the Ancient Mariner från 1984 som deras längsta låt. Bruce Dickinson skrev låten på egen hand under studioarbetet, och enligt Adrian Smith tog den honom ungefär fyra veckor att färdigställa. Han hade haft de inledande textraderna färdiga ganska länge och hade ursprungligen avsett dem för en låt om första världskriget, men tyckte att det räckte med Death or Glory som redan avhandlade det temat. Under studioarbetet läste han boken "To Ride the Storm" om luftskeppet R101 som kraschade 1929, och valde att basera låten kring denna berättelse. Han skrev pianodelarna på en Steinway-flygel som stod i studion, men själva inspelningen gjordes med en keyboard eftersom det blev lättare att redigera eventuella misstag och bandet var stränga med så mycket som möjligt av albumet skulle spelas av bandmedlemmarna själva.
Albumet skulle egentligen ges ut under tidiga 2015, men Iron Maiden valde att fördröja utgivningen till september 2015 eftersom Bruce Dickinson behandlades för cancer. Det var den längsta tid som gått mellan två studioalbum för Iron Maiden, då det gått fem år sedan föregångaren The Final Frontier. Det blev Iron Maidens första skivsläpp på Parlophone efter 30 år hos EMI.

### Låtdetaljer
Speed of Light innehåller referenser till skräckfilmen Event Horizon från 1997.  
Death or Glory handlar om Manfred von Richthofen som flög triplan under första världskriget.
Tears of a Clown handlar om Robin Williams självmord.
Empire of the Clouds handlar om luftskeppet R101 som kraschade på sin jungfrufärd 1929.

### Omslag
Albumomslaget gjordes av den engelska illustratören Mark Wilkinson och föreställer en Maya-inspirerad version av bandmaskoten Eddie i närbild med enkel svart bakgrund. The Book of Souls blev det första albumet sedan The X Factor (1995) som använde den ursprungliga bandloggan med förlängt R, N och M. 

### Singlar
- Speed of Light – släppt den 14 augusti 2015.
- Empire of the Clouds – släppt den 16 april 2016.

## Mottagande
The Book of Souls toppade de officiella albumlistorna i över fyrtio länder när det släpptes, vilket gör det till Iron Maidens listmässigt mest framgångsrika album någonsin.

## Turné
Albumturnén kallades The Book of Souls World Tour och pågick mellan februari 2016 och juli 2017 med totalt 117 konserter i 39 länder.
Sju av albumets elva låtar har framförts live. De låtar som aldrig framförts live är When the River Runs Deep, Shadows of the Valley, The Man of Sorrows och Empire of the Clouds.